# Thecamichtis meissneri
Thecamichtis meissneri är en fjärilsart som beskrevs av Max Wilhelm Karl Draudt 1937. Thecamichtis meissneri ingår i släktet Thecamichtis och familjen nattflyn. Inga underarter finns listade i Catalogue of Life.